# オーウェン・ギャリオット
オーウェン・ギャリオット(Owen Kay Garriott、1930年11月22日-2019年4月15日)は、アメリカ合衆国の電気工学者、アメリカ航空宇宙局(NASA)の元宇宙飛行士である。1973年にスカイラブ上で60日間、1983年にスペースラブ上で10日間を過ごした。
彼はロバート・ギャリオットと、ウルティマシリーズの作者で宇宙旅行者のリチャード・ギャリオットの父であり、彼らがOrigin Systemsを設立するのを支援した。

## 教育と軍でのキャリア
ギャリオットは、オクラホマ州イーニドで生まれた。1948年にイーニド高校を卒業し、1953年にオクラホマ大学で電気工学の学士号を取得した。そこでは、ファイ・カッパ・サイのメンバーであった。修士号と博士号は、それぞれ1957年と1960年にスタンフォード大学で取得した。1973年にはイーニドのフィリップス大学から名誉博士号を授与された。1966年に1年間のアメリカ空軍パイロット訓練プログラムを終了し、ジェット機のライセンスを得た。
ボーイスカウトに所属し、スタースカウトの階級であった。
1953年から1956年まで、アメリカ海軍で電気技術者を務めた。1961年から1965年まで、スタンフォード大学電気工学科の助教、准教授を務めた。博士号を取得した後は研究を行う傍ら、電離圏物理分野の大学院生の研究の指導を行い、共著を含めて45以上の論文と1冊の著書を著した。
ジェット機での2900時間を含む5000時間の飛行経験を持つ。

## NASAでのキャリア

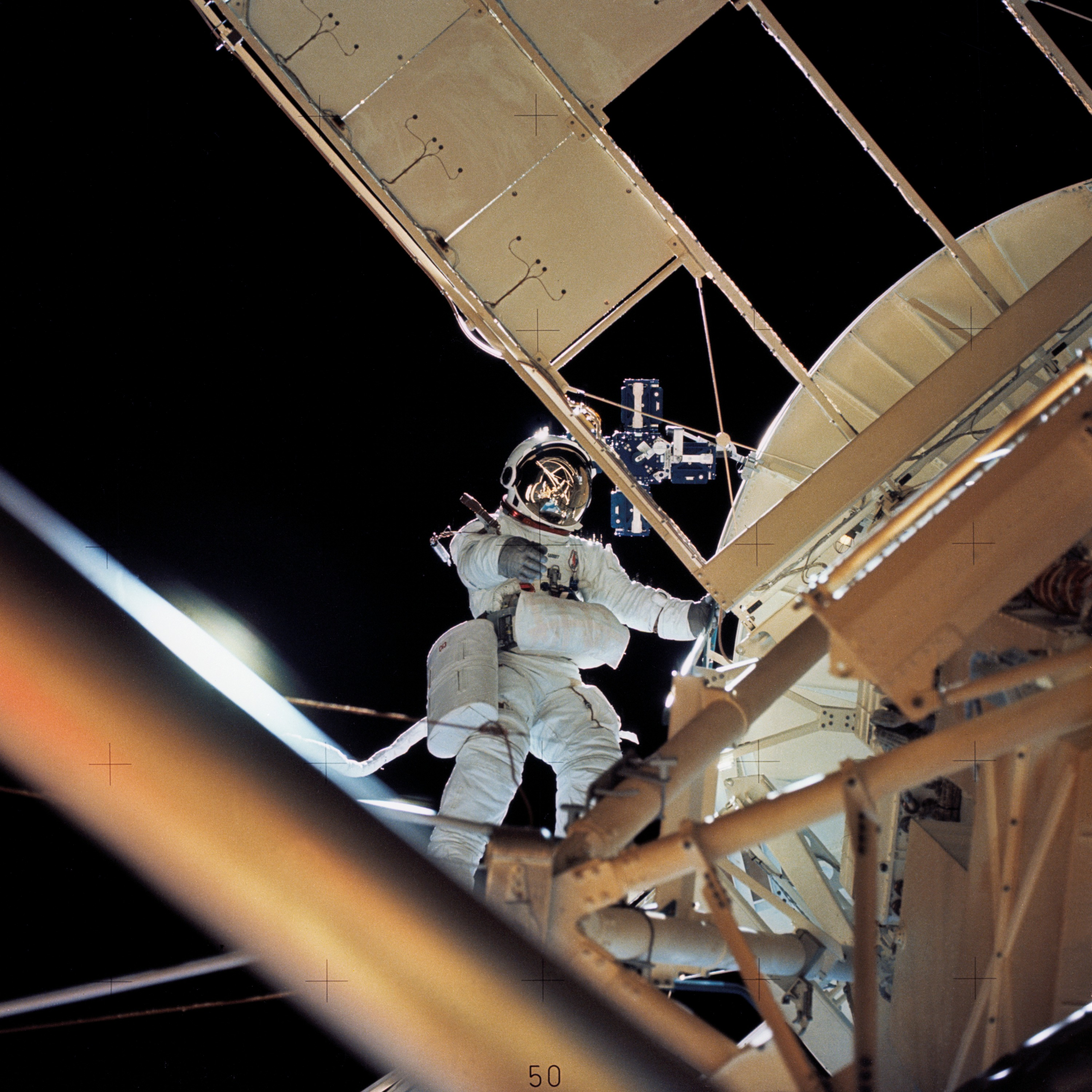
スカイラブから宇宙遊泳を行うギャリオット

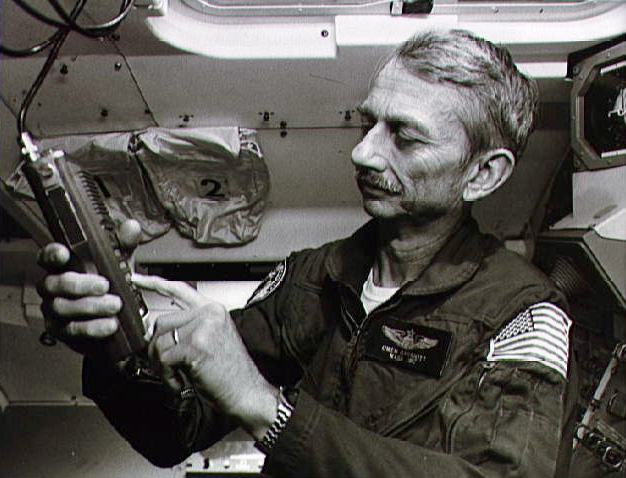
STS-9内部でアマチュア無線運用を行なうギャリオット、1983年

1965年、ギャリオットは科学者兼宇宙飛行士の6人の候補のうちの1人としてNASAに選ばれた。最初の宇宙飛行は1973年のスカイラブ3号ミッションで、それまでの記録を倍以上上回る滞在約60日間の記録を打ち立てた。太陽や地球資源についての、また無重力へのヒトの適応に係る生命科学諸分野における様々な実験が行われた。
2度目の宇宙飛行は1983年のSTS-9で、10日間の学際的、国際的なミッションであった。6つの分野の70以上の実験が行われ、これら全ての分野でスペースラブが実験に適していることが示された。彼は世界で初めて宇宙からアマチュア無線(W5LFL)を行い、その後スペースシャトルやミール、国際宇宙ステーションで何十人もの宇宙飛行士がアマチュア無線を行う端緒を開いた。今でこそ国際宇宙ステーションにはアマチュア無線用車載無線機が装備されているが、当時は宇宙からの運用が想定されておらず、ギャリオットは自分の携帯無線機を持ち込んだ。
これらのミッションの合間に、ギャリオットはNASAの宇宙ステーションプロジェクト室のフェローシップを受けた。このポジションで彼は外部の科学界と緊密に連携し、宇宙ステーション設計の科学的適合性に関する事項をプロジェクトマネージャーに助言した。

### 「密航者」の悪戯
1973年9月10日、ヒューストンの管制官はスカイラブからの女性の声を聴いて驚いた。驚く管制官のロバート・クリッペンをセクシーな声色を使って名前で呼び、女性は「少年達は家庭料理を長い間食べていないので、持ってきてあげようと思ったの」と説明した。その後の数分間、彼女は、宇宙から山火事や美しい日の出が見えると語り、続けて「あ、すぐに切らないと。少年達がこちらのコマンドモジュールまで漂ってやって来ると思う。私はあなたとしゃべっていられない」と言った。スカイラブの宇宙飛行士が後に明かしたところによると、前夜のプライベートな通信の際に、ギャリオットが妻ヘレンの声を録音しておいたということだった。

## NASA退職後
1986年6月にNASAを退職すると、ギャリオットはいくつかの航空宇宙産業の会社の顧問となり、NASAや全米アカデミーズのいくつかの委員会のメンバーとなった。
1988年1月から1993年5月まで、テレダイン・テクノロジーズの宇宙プログラム担当副社長を務めた。1000名以上を擁するこの部門は、マーシャル宇宙飛行センターで全てのスカイラブプロジェクトのペイロードの組立てを行い、また国際宇宙ステーションのアメリカ側研究所の開発の役割も担っていた。
ギャリオットは、1992年に共同設立者となったイーニド芸術科学基金や1995年に妻ヘレンと共同設立したLeonardo's Discovery Warehouseを始め、故郷のチャリティーにも積極的に関わった。またアラバマ大学ハンツビル校の構造生物学研究所の非常勤教授を務め、超アルカリ性湖や深海の熱水噴出孔等の極限環境から持ち帰った新しい微生物の研究を行った。
ロシアのミール探査艇により大西洋中央部アゾレス諸島近くの2,300 mの深さにあるw:Rainbow Vent Fieldに何度も潜水を行い、超好熱菌を持ち帰った。南極には3度訪れ、20個の隕石を持ち帰った。
2019年4月15日、アラバマ州ハンツヴィルの自宅で死去。

## 家族

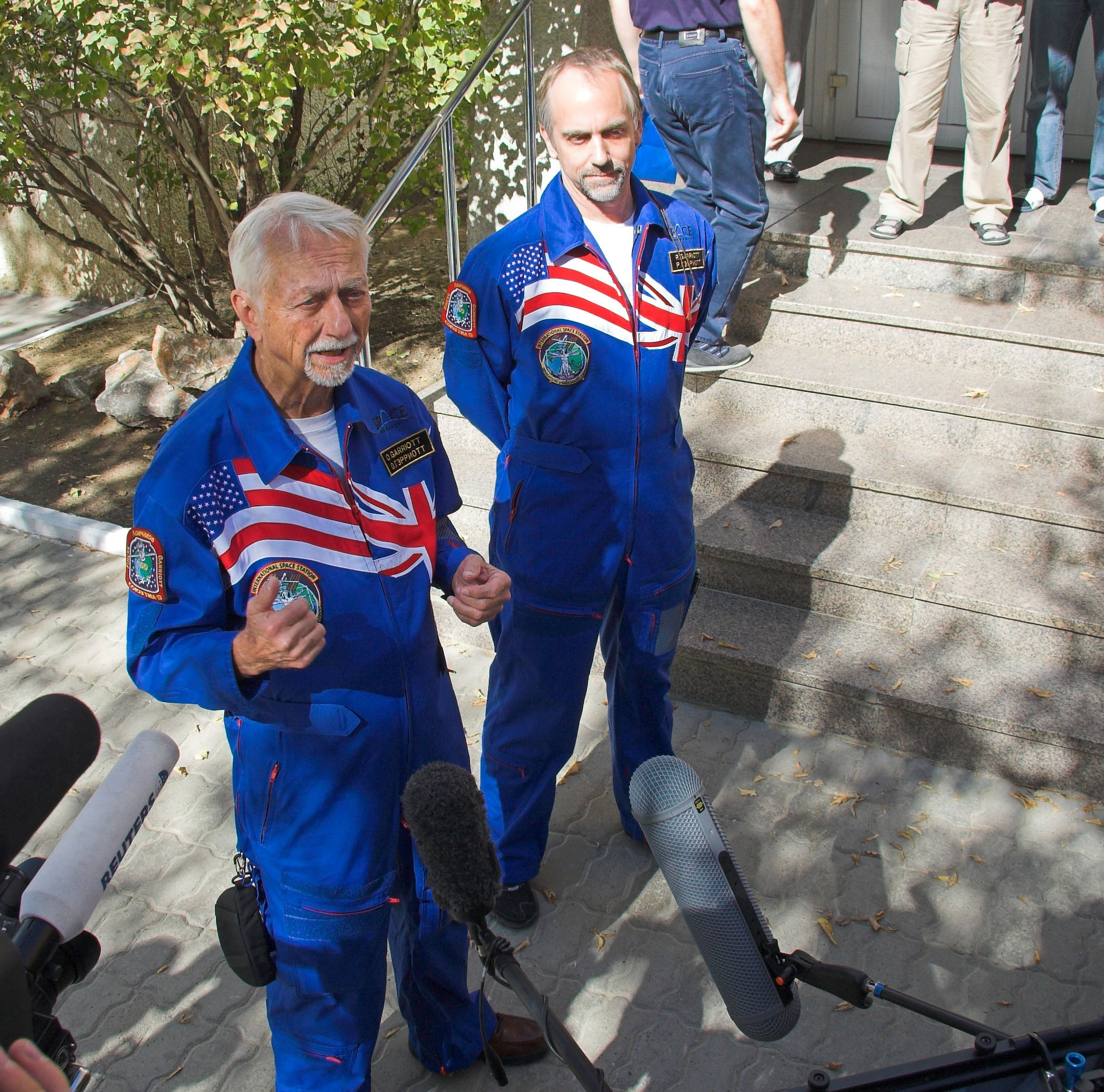
リチャードの宇宙飛行の前にリチャードと

ギャリオットは、ヘレン・マリー・ウォーカー(Helen Mary Walker)と一度目の結婚をしており、4人の子供を設けている。
- Randall O. (1955年3月29日生)
- Robert K. (1956年12月7日生)
- Richard A. (1961年7月4日生) ― コンピュータゲーム『ウルティマ』シリーズを作ったプログラマ。
- Linda S. (1966年9月6日生)

ヘレンと離婚後、エヴリン・ギャリオット(Evelyn L. Garriott)と再婚した。
オーウェン・ギャリオットは、ロケットを探す人物としてウルティマIIに登場する。また、ウルティマVIIの船大工オーウェンは、彼の名前から名付けられた。
息子のリチャードは2008年10月12日にソユーズTMA-13で旅行者として宇宙を訪れ、アメリカ人として初めて、世界でも2人目の、親に続いて宇宙を訪れた子となった。息子の打上げの際と12日後の帰還の際、オーウェンはカザフスタンのバイコヌール宇宙基地で見守った。

## 受賞等
以下を含む多数の受賞歴がある。
- アメリカ国立科学財団フェローシップ（1960-61年）
- フィリップス大学名誉博士号（1973年）
- NASAディスティングシュドサービスメダル（1973年）
- コリアー・トロフィー（1973年）
- 国際航空連盟V.M.コマロフディプロマ（1973年）
- ロバート・H・ゴダード記念トロフィー（1975年）
- オクターヴ・シャヌート賞（1975年）[9]
- NASA宇宙飛行メダル（1983年）
- アメリカ合衆国宇宙飛行士の殿堂（1997年）

イーニドの町のメインの道路の1つが彼の名前に因んで名づけられた。
宇宙から初めてアマチュア無線を行ったとして、同僚のアンソニー・イングランドとともに2002年にデイトン・ハムベンションで特別表彰された。

## 著書
同僚宇宙飛行士のジョセフ・カーウィン及び作家のデヴィッド・ヒットとともに、スカイラブプログラムの歴史を綴ったHomesteading Spaceを著し、2008年に出版した。またHenry Rishbethと一緒にIntroduction to Ionospheric Physicsを著した。また、デイビット・シェイラー、コリン・バージェスのNASA's Scientist-Astronautsの執筆に協力した。